# منتخب أندورا لكرة القدم
منتخب أندورا لكرة القدم (بالكتلانية:Selecció de futbol d'Andorra) يمثل أندورا في لعبة كرة القدم ويدار من قبل الاتحاد الأندوري لكرة القدم وهي الهيئة المنظمة لكرة القدم في أندورا. يعتبر الفريق من بين أقل الفرق شهرتا بسبب عدد سكان الإمارة الضئيل.
كانت أول مباراة دولية لمنتخب أندورا ضد إستونيا عام 1996 حيث مني بهزيمة قاسية كانت 6–1. شاركت أندورا في جميع البطولات التأهيلية منذ كأس الأمم الأوروبية 2000 سواء كانت كأس أمم أوروبا أو كأس العالم لكن مع ذلك لم تنجح في الظهور بالنهائيات. لم تفز أندورا إلا بثلاث مباريات فقط حيث كانت جميعها على أرضها.
في تصفيات بطولة كأس العالم 2010 خاضت أندورا مبارياتها العشر دون تحقيق أي انتصار أو تعادل وفي تصفيات كأس الأمم الأوروبية 2012 سارت على نفس المسار حيث سجلت فقط هدف واحد.

## وصلات خارجية
- قائمة بيانات المنتخب من الموقع الرسمي للفيفا باللغة العربية